# (11102) Bertorighini
(11102) Bertorighini (1995 SZ4) – planetoida z grupy pasa głównego asteroid okrążająca Słońce w ciągu 4 lat i 59 dni w średniej odległości 2,59 j.a. Została odkryta 26 września 1995 roku.